# Susidkî (Nesterenkî), Poltava
Susidkî (în ucraineană Сусідки) este un sat în comuna Nesterenkî din raionul Poltava, regiunea Poltava, Ucraina.

## Demografie
Componența lingvistică a localității Susidkî
     Ucraineană (100%)
Conform recensământului din 2001, toată populația localității Susidkî era vorbitoare de ucraineană (100%).